# Rédacteur professionnel
 (janvier 2012).
Le rédacteur professionnel est un expert en écriture, s'attelant à toutes les tâches rédactionnelles d'une entreprise, d'une collectivité, d'une association ou encore d'un particulier.

## Missions
Le rédacteur professionnel peut exercer cette profession en tant que salarié ou comme travailleur indépendant. Sa mission principale est de concevoir et de rédiger tout type de requête mandatée. À cette fin, il réalise des recherches documentaires, des entretiens, en collaboration avec l'employeur ou le mandataire. Ses productions écrites sont variées : de la rédaction de circulaires aux comptes rendus, de la gestion de contenus web  au suivi des réseaux sociaux, forums ou blogs, de l'aide privée en rédaction procédurière aux courriers administratifs.
Ces productions s'appuient sur des compétences avancées en lecture critique (lire pour écrire), en écriture adaptée à des genres et registres différents, sur supports différents (imprimé, Web, vidéo), ainsi qu'en écriture orientée vers le lecteur (règles d'intelligibilité et de lisibilité, pertinence de l'information, adéquation du texte à la situation de communication).
Le rédacteur professionnel conçoit le texte comme un document dont l'architecture, la mise en page et les particularités visuelles sont des aspects importants dans l'accomplissement de son mandat. Ses différents écrits font de lui un médiateur contribuant ainsi à la communication au cœur de l'entreprise, et il participe à la diffusion de l'image de l'entreprise au sein du tissu économique.

## Compétences
Le rédacteur professionnel maîtrise les techniques et les subtilités de la langue française. Il a donc une connaissance large et approfondie de la littérature, dont les modèles imprègnent son écriture. Cette qualité de l’écrit, il l’adapte à un contexte professionnel. Il écrit à la fois pour accomplir un mandat et pour être compris de son lecteur. Il est une valeur ajoutée au sein de l’entreprise, créant du lien entre les employés, notamment par la gestion rédactionnelle d'un journal d’entreprise ou d'un réseau intranet. Cette qualité est aussi présente dans la communication externe, vis-à-vis des clients ou des partenaires, à travers divers documents : prospectus, rapports d’activités, slogans, communiqués, etc.
L'écriture professionnelle nécessite des constructions co-énonciatives entre le rédacteur professionnel et ses mandataires : le rédacteur doit s'adapter à la culture d'entreprise. La négociation autour du mandat est donc très importante. Le rédacteur professionnel est capable d'appréhender les attentes explicites et implicites du client, d'adopter son identité discursive et de connaître le public auquel il s’adresse. Ce professionnel porte également un regard curieux sur le monde, ayant des connaissances variées et une facilité d’apprentissage et d'adaptation.

## Nouveaux enjeux
Les paramètres de la mise en texte et de la communication ont été et sont encore bouleversés par le média Internet : le rédacteur professionnel doit relever le défi d’un nouveau rapport à l’écriture. Le texte numérique est en effet une trame, un jeu de connexions entre textes ; ce jeu n’obéit plus à la seule linéarité de l’écriture destinée au support papier.
Des organisations professionnelles comme la Société québécoise de la rédaction professionnelle ou des réseaux de recherche comme le Réseau de Recherches Interdisciplinaires en Rédactologie démontrent l'actualité de ces enjeux[précision nécessaire].
La navigation par liens hypertextes oblige le rédacteur à penser autrement la planification de son écrit afin de gérer la multitude des sources d’information et de leurs supports. Il s’attachera à mettre au service des mandataires potentiels ses compétences éprouvées en techniques d’écriture et en techniques documentaires. Les écrits d'écran dessinent un horizon privilégié pour le rédacteur professionnel dont la pratique se doit d’intégrer les macro-habiletés textuelles imposées par les nouvelles techniques de communication. Pour rester un spécialiste de « gestion de contenu », le rédacteur professionnel se doit donc de conjuguer des compétences de haut niveau en écriture avec des compétences numériques.

## Formations en France
En France, les formations existantes pour le métier de rédacteur professionnel sont encore peu nombreuses.
Licences :
- Licence Lettres Option Rédaction Professionnelle - Université Paris Est Créteil Val de Marne[1]
- Licence 3 - Rédacteur Technique - Université Paris Diderot[2]
- Licence professionnelle Conseil en écriture professionnelle & privée Écrivain public - Université Sorbonne Nouvelle Paris 3[3]

Master en deux ans : 
- Master Rédacteur professionnel - Aix-Marseille Université en partenariat avec l'Université de Sherbrooke (Canada)[4]
- Master professionnel Lettres appliquées à la rédaction professionnelle - Lyon 2, Faculté LESLA[5]

Master spécialité en un an :
- Master 2 professionnel Lettres appliquées aux techniques éditoriales et à la rédaction professionnelle - Université Sorbonne Nouvelle Paris 3[6]
- Master 2 Langue et Communication Spécialité Rédacteur/Traducteur - Université de Brest[7]
- Master 2 Spécialité : métiers de l'information et médias numériques - Université de Nantes[8]
- Master 2 professionnel Stratégie et communication digitale, Formation en alternance à orientation multimédia/numérique de la Chambre de Commerce et d'industrie de Haute-Savoie dont l'objectif porte en partie sur la conception /rédaction de contenus, accessible à BAC+4[9]

## Liste (non exhaustive) de documents réalisés par le rédacteur professionnel
- Brochure
- Cahier des charges
- Circulaire
- Compte rendu
- Conseil en écriture
- Correspondance
- Critique
- Dépliant
- Discours
- Écriture créative
- Écriture littéraire
- Écriture publique
- Écriture web
- Éloge
- Facture
- Flyer
- Lettre de consolation
- Lettre d'excuse
- Leaflet
- Notice
- Page web
- Plaquette
- Prise de notes
- Publicité
- Rapport
- Résumé
- Rubrique
- Slogan
- Synthèse
- Tract